# Holdingford
Holdingford es una ciudad ubicada en el condado de Stearns en el estado estadounidense de Minnesota. En el Censo de 2010 tenía una población de 708 habitantes y una densidad poblacional de 323,12 personas por km².

## Geografía
Holdingford se encuentra ubicada en las coordenadas 45°43′47″N 94°28′18″O / 45.72972, -94.47167. Según la Oficina del Censo de los Estados Unidos, Holdingford tiene una superficie total de 2.19 km², de la cual 2.19 km² corresponden a tierra firme y (0%) 0 km² es agua.

## Demografía
Según el censo de 2010, había 708 personas residiendo en Holdingford. La densidad de población era de 323,12 hab./km². De los 708 habitantes, Holdingford estaba compuesto por el 98.59% blancos, el 0% eran afroamericanos, el 0% eran amerindios, el 0.14% eran asiáticos, el 0.42% eran isleños del Pacífico, el 0% eran de otras razas y el 0.85% pertenecían a dos o más razas. Del total de la población el 0.71% eran hispanos o latinos de cualquier raza.